# Vilma Nissinen
Vilma Charlotta Karoliina Nissinen, född 19 november 1997 i Heinola, är en finländsk längdskidåkare. Hon representerar Vuokatti Ski Team.  Hon tränas av Mikko Virtanen .  Nissinen har tävlat många gånger i junior-VM. Nissinen debuterade i världscupen 2017 i Ruka. Hennes bästa individuella resultat i ett världscuplopp är då hon slutade som sextonde i sprinttävlingen i Val di Fiemme.
I  finländska mästerskapet vann Vilma brons på 10 km klassiskt. Vilma har också vunnit FM-guld med Katri Lylynperä i sprintstafett, FM-silver med Eveliina Piippo och Katri Lylynperä I 3 x 5 km-stafett och FM-brons med Susanna Saapunki och Eveliina Piippo i 3 x 5 km-stafett.